# 唐驊路
唐驊路，河南省懷慶府河內縣人，清朝政治人物、同進士出身。
光緒六年（1880年），参加庚辰科殿試，登進士三甲第18名。同年五月，著分部學習。